# Bahram I
Bahram I (Οὐαράνης o Οὐραράνης) fou rei sassànida de Pèrsia, fill de Shapur I, i successor d'Ormazd I. Va regnar del juny del 271 al setembre del 274.
Shapur tenia quatre fills: Bahram Gilan Shah (governador de Gilan), Shapur Misan (rei de Mesene a Mesopotàmia), Ormazd Ardashir Wuzurg (governador o rei d'Armènia, que podria ser identificat amb Artavasdes VII d'Armènia) i Narses Sakan (rei dels saces o sakes, Sind i Turan). Bahram era el fill gran però la successió va recaure en Ormazd Arsdashir (Hormazd I) que només va regnar un any (vers 270 a 271). Segurament fou l'influent sacerdot Karder el que el va elevar al tron el juny del 271.
Probablement Narses no el va reconèixer fins que el va nomenar rei d'Armènia, que era el segon en rang després del gran rei. Fou considerat un rei benevolent, aficionat a la lluita, la cacera i les festes; va eliminar la tolerància religiosa de Shapur i va contribuir a establir la religió de Zoroastre com a religió d'estat. El 274 va fer executar a Mani i perseguir als maniqueus. Va fer la guerra contra Zenòbia de Palmira i després contra l'emperador romà Aurelià, que no va tenir cap resultat per la mort d'aquest emperador el 275.
Va morir a finals del 274 i el va succeir el seu fill Bahram II